# UEFA liga prvaka (futsal)
UEFA Futsal Champions League je međunarodno klupsko natjecanje u futsalu kojeg organizira Europski nogometni savez (UEFA). U njemu sudjeuju prvaci nacionalnih prvenstava u futsalu članica UEFA-e. Nastalo je 2001. godine pod imenom UEFA Futsal Cup kao zamjena za Europski kup prvaka u futsalu. Natjecanje se 2018 rebrendiralo u UEFA Futsal Champions League.

## Format natjecanja
Iga se turnirski kroz četiri faze.
- prva faza – preliminarna runda – prvaci slabije plasiranih saveza su podijeljeni u grupe po tri ili četiri kluba, a pobjednik grupe ide u sljedeću fazu
- druga faza – glavna runda – 24 kluba su raspodijeljena u šest grupa po četiri, pobjednici iz prve faze te prvaci najbolje plasiranih saveza (osim prva tri ili četiri). U treću rundu idu prvaci i doprvaci skupina
- treća faza – elitna runda – 16 klubova podijeljeno u četiri grupe po četiri kluba. U ovu fazu se plasiralo 12 klubova iz druge faze te četiri prvaka najbolje rangiranih nacionalnih saveza (u slučaju da aktivni pobjednik natjecanja nije nacionalni prvak, tada se u ovu rundu izravno plasira pobjednik i tri najbolje rangirana prvaka, a prvak četvrtog saveza ide u drugu rundu). U završnu rundu prolaze pobjednici skupina
- četvrt faza – završni turnir (u formatu final four), na koji su se plasirali pobjednici skupina iz treće faze (elitne runde)

## Pobjednici i drugoplasirani
| sezona    | pobjednik                              | drugoplasirani                         |
| --------- | -------------------------------------- | -------------------------------------- |
| 2001./02. | Playas de Castellón                    | Action 21 Charleroi                    |
| 2002./03. | Playas de Castellón                    | Action 21 Charleroi                    |
| 2003./04. | Boomerang Interviú (Alcalá de Henares) | Benfica (Lisabon)                      |
| 2004./05. | Action 21 Charleroi                    | Dinamo Moskva                          |
| 2005./06. | Boomerang Interviú (Alcalá de Henares) | Dinamo Moskva                          |
| 2006./07. | Dinamo Moskva                          | Boomerang Interviú (Alcalá de Henares) |
| 2007./08. | Viz-Sinara (Ekaterinburg)              | ElPozo Murcia                          |
| 2008./09. | Inter Movistar (Alcalá de Henares)     | Viz-Sinara (Ekaterinburg)              |
| 2009./10. | Benfica (Lisabon)                      | Inter Movistar (Alcalá de Henares)     |
| 2010./11. | Montesilvano                           | Sporting CP (Lisabon)                  |
| 2011./12. | Barcelona                              | Dinamo Moskva                          |
| 2012./13. | Kairat Almati                          | Dinamo Moskva                          |
| 2013./14. | Barcelona                              | Dinamo Moskva                          |
| 2014./15. | Kairat Almati                          | Barcelona                              |
| 2015./16. | TTG-Jugra Jugorsk                      | Inter FS (Alcalá de Henares)           |
| 2016./17. | Inter FS (Alcalá de Henares)           | Sporting CP (Lisabon)                  |
| 2017./18. | Inter FS (Alcalá de Henares)           | Sporting CP (Lisabon)                  |
| 2018./19. | Sporting CP (Lisabon)                  | Kairat Almati                          |

## Poveznice
- službene stranice natjecanja
- rsssf.com, UEFA Futsal Cup
- UEFA
- Europski kup prvaka u futsalu
- Interkontinentalni kup (futsal)
- Europski kup pobjednika kupova u futsalu
- Prva hrvatska malonogometna liga